# Der Kurpfuscher und seine fixen Töchter
Der Kurpfuscher und seine fixen Töchter ist ein deutsches Erotikfilmlustspiel von Franz Marischka mit Peter Steiner in der Titelrolle des Kurpfuschers, Fred Stillkrauth als Wachtmeister und Sibylle Rauch, Uschi Buchfellner und Alena Penz als „fixe Töchter“.

## Handlung
Josef Brezenbichler zieht als Schwindler durch die Gegend und dreht leichtgläubigen Einfaltspinseln Medizin an, durch deren Anwendung er angebliche Wunderheilung verspricht. Diese Medizin lässt sich der Brezenbichler-Sepp fürstlich bezahlen. Als Josef bei einem seiner Abzockversuche verhaftet wird, muss er sich ein neues Operationsfeld für seine Gaunereien suchen. Er landet in einem verschlafenen Nest namens Moosbach, in dem demnächst der neue Gemeindearzt erwartet wird. Eine ideale Situation für den knorrigen Bajuwaren, der überhaupt keine Einwände hat, dass man ihn für den neuen Doktor hält, zumal es ihm die hübsche Wirtin angetan hat und er auf  ein Liebesabenteuer hofft. Auf Josefs Einstellung folgt bald Missverständnis auf Missverständnis. Jetzt kann Josef mit seinen wahren Doktorspielen beginnen.
Zeitgleich finden sich vor Ort drei sehr hübsche, außerordentlich gut gebaute und eigentlich nur auf der Durchreise befindliche Blondinen ein, die in einem nahe gelegenen Gebirgssee nackt gebadet haben. Als ihnen Dorfdeppen ihr Auto stehlen, sind sie gezwungen, ohne ihre Klamotten in den nächstgelegenen Ort, nämlich nach Moosbach, zu laufen, in dem „Doktor“ Brezenbichler sie gern in Empfang nimmt, um sie erst einmal zu „verarzten“. Die Blondinen sind jedoch nicht so doof, wie es zunächst den Anschein hatte. Rasch wird ihnen klar, dass Josef keine Ahnung von medizinischer Behandlung hat. Da der alte Zausel ihnen gefällt und sie bei ihm umsonst wohnen dürfen, sind sie auch bereit, ihn nicht auffliegen zu lassen. Damit niemand im erzkatholischen Umfeld lauthals „Unmoral!“ brüllen kann, geben sie sich die drei Hübschen kurzerhand als Brezenbichlers Töchter aus, ziehen sich weiße Kittel an und spielen fortan seine „Arzthelferinnen“. Die Verwirrung ist komplett, als der wahre neue Dorfarzt eintrifft, jung und durchaus ansehnlich. Jetzt heißt es für die Mädels: Wer zuerst kommt, mahlt zuerst …

## Produktion

### Produktionsnotizen
Der Kurpfuscher und seine fixen Töchter entstand im oberbayerischen Moosach
Peter Rotter besorgte die Ausstattung, Johannes Bardili übernahm die Produktionsleitung. Fritz Baader war Ernst W. Kalinkes Kameraassistent.

### Veröffentlichung
Der Film wurde in der Bundesrepublik Deutschland am 15. August 1980 uraufgeführt. Am 26. Juni 2008 gab die VZ-Handelsgesellschaft ihn in der ungekürzten Kinofassung auf DVD heraus.
In Italien lief er unter dem Titel Il pornovizietto, in den Niederlanden als Video unter dem Titel De vrolijke Sex-kliniek und in Slowenien unter dem Titel Lazne hcerke laznega doktorja, alternativ Lazne hcerke laznega zdravnika. In den USA erschien eine synchronisierte Version unter dem Titel The Quack and His Fast Daughters.

## Kritik
„Ein Vertreter von ‚Wundermitteln‘ wird in einer bayerischen Gemeinde irrtümlich als der Gemeindearzt betrachtet und sofort mit seiner Aufgabe konfrontiert. Dabei wird er von drei Blondinen mit ‚Rat und Tat‘ unterstützt. Blödsinnige ‚Gaudi‘ mit zahlreichen Maiden, die überwiegend nackt in Erscheinung treten.“